# Sebastian Kirchammer
Sebastian Kirchammer (* 12. Februar 1841 in Neuhausen; † 10. August 1892 ebenda) war ein deutscher Gutsbesitzer, Bürgermeister und Mitglied des Deutschen Reichstags.

## Leben
Kirchammer besuchte die Volksschule und widmete sich von Jugend auf der Landwirtschaft und übernahm 1864 das väterliche Anwesen, welches er weiter führte. Er wurde im Alter von 27 Jahren Bürgermeister der Gemeinde Volkenschwand und bekleidete dieses Amt bis zu seinem Tode. Ferner war er Mitglied des Distriktsausschusses, beeideter Sachverständiger der staatlichen Hagelversicherung und seit 1881 zweiter Vorstand des landwirtschaftlichen Bezirkskomitees Rottenburg. 

Am 28. Juni 1887 wurde er zum Landtagsabgeordneten gewählt. Ab 1890 war er Mitglied des Deutschen Reichstags für den Wahlkreis Niederbayern 6 (Kelheim, Rottenburg, Mallersdorf) und die Deutsche Zentrumspartei. Beide Mandate endeten mit seinem Tode.